# Martín II (obispo)
Martín II fue obispo de Oviedo entre los años 1143 y 1156 y se distinguió por su gran actividad dirigida a mejorar su diócesis. Adquirió para la diócesis la iglesia de San Miguel de Anleo situada en el concejo (Asturias) asturiano de Navia (Asturias), hacia el occidente de Asturias. También adquirió para la iglesia el lugar llamado Feleches, en el valle de San Claudio, así como la heredad de Noles en la zona de Tudela Veguín, al sur de Oviedo, y consagró la iglesia de Cutre en Caravia. 
Durante su pontificado Gontrodo Pérez, hija de Pedro Díaz de Valle y María Ordóñez, fundó el monasterio de Santa María de la Vega en Oviedo, actualmente desaparecido, que al principio y hasta siglo y medio más tarde, obedecía la regla de Fontevrault. 
Urraca la Asturiana, hija del emperador Alfonso VII y de Gontrodo Pérez y viuda del rey García Ramírez de Pamplona, fue nombrada reina de Asturias durante el pontificado del obispo Martín II. Este obispo mantuvo un gran litigio con el de Lugo sobre el territorio de Castropol que en aquella época se llamaba Ribadeo, habiendo acuerdo que el rey ratificó en el sentido de que ese territorio dependía eclesiásticamente del obispado de Oviedo. 
En 1145 Alvar Gutiérrez y su mujer, Aldonza Fernández, fundaron la iglesia de San Juan Bautista en Fano, cerca de Gijón.
| Predecesor: Alonso (obispo) | Obispo de Oviedo 1143 - 1156 | Sucesor: Pedro I (obispo) |